# Apis mellifera capensis
La abeja de El Cabo o abeja sudafricana (Apis mellifera capensis) es una subespecie de abeja doméstica que habita cerca de la  Provincia del Cabo, en Sudáfrica. Es una subespecie cuyas abejas obreras pueden poner huevos diploides (32 cromosomas) sin necesidad de ser fecundadas. Estos huevos diploides, dependiendo como son alimentados por las abejas obreras, pueden desarrollar otra obrera o una reina. En el resto de las subespecies de Apis mellifera los huevos sin fecundar siempre son haploides (16 cromosomas) y dan lugar a abejas zánganos, nunca a abejas obreras.
Este proceso propio de Apis mellifera capensis, cuyas obreras parasitan colonias de la subespecie Apis mellifera scutellata, es propio y se denomina telitoquia.
Hay especies de insectos que desarrollan reproducción unisexual o bisexual. En los himenópteros la reproducción unisexual frecuentemente es denominada: telitoquia y la reproducción bisexual se denomina arrenotoquia.